# 台灣播出之韓劇列表 (2011年)
台灣播出之韓劇列表為在2011年台灣播映過之韓國戲劇
| 日期     | 劇名                | 韓國電視台 | 台灣電視台 | 主要演員                                                            | 網站                        |
| -------- | ------------------- | ---------- | ---------- | ------------------------------------------------------------------- | --------------------------- |
| 01月1日  | 跨越彩虹            | MBC        | 八大戲劇台 | 智鉉寓、徐智慧、金玉彬、煥 熙                                       | 網頁                        |
| 01月3日  | 檢察官公主          | SBS        | 東森綜合台 | 金素妍、朴施厚、韓正洙、崔松賢、朴貞雅                              | 網頁 （页面存档备份，存于） |
| 01月5日  | 還想結婚的女子      | MBC        | 中天綜合台 | 朴真熙、王嬪娜、李必模 金 汎、嚴智媛、崔哲浩                        | 網頁                        |
| 01月12日 | 咖啡情緣            | SBS        | 衛視中文台 | 姜至奐、朴詩妍、咸慇晶、鄭雄仁、朴載正                              | 網頁                        |
| 01月20日 | 享受人生            | MBC        | 東森戲劇台 | 李太成、金有美、洪恩希 權伍中、金成恩、吳鐘赫                       | 網頁 （页面存档备份，存于） |
| 01月24日 | 不能沒有你          | KBS        | 緯來戲劇台 | 洪雅凜、尹兒貞、朴鎮宇                                              | 網頁 （页面存档备份，存于） |
| 02月7日  | 夥伴情人            | KBS        | 緯來戲劇台 | 金賢珠、李棟旭、崔哲浩、李荷妮                                      | 網頁 （页面存档备份，存于） |
| 02月10日 | 謝謝你的愛          | MBC        | 八大戲劇台 | 張 赫、孔曉振、申成祿、徐新愛                                       | 網頁                        |
| 02月17日 | 公主回來了          | KBS        | 中天綜合台 | 黃薪惠、吳娟受、卓在勛、李在皇                                      | 網頁                        |
| 02月21日 | 禁忌的愛戀          | MBC        | 東森戲劇台 | 李泰坤、趙允熙、朴相元、蘇幼真                                      | 網頁 （页面存档备份，存于） |
| 02月22日 | 意外情緣My Love     | SBS        | 東森綜合台 | 李昌勳、辛愛羅、張鉉誠、李允美                                      | 網頁（页面存档备份，存于）  |
| 02月22日 | 白色戀人            | SBS        | 衛視中文台 | 高 洙、韓藝瑟、宋鍾鎬                                               | 網頁                        |
| 03月2日  | 雪之女王            | KBS        | 八大戲劇台 | 炫彬、成宥利、林周煥、柳仁英                                        | 網頁                        |
| 03月11日 | 幸福3小時           | MBC        | 東森綜合台 | 尹啟相、高雅娜、姜南吉、真理翰                                      | 網頁（页面存档备份，存于）  |
| 03月15日 | 人生多美麗          | SBS        | 緯來戲劇台 | 宋昌義、李尚禹、南相美、李相允 南奎麗、金海淑、張美姬、李珉宇       | 網頁 （页面存档备份，存于） |
| 03月17日 | 笑吧！東海          | KBS        | 八大戲劇台 | 都知嫄、池昌旭、吳智恩、朴貞雅 Alex、李周妍                         | 網頁                        |
| 03月27日 | 90天 相愛的日子     | MBC        | 八大戲劇台 | 金荷娜、姜至奐、鄭慧英、尹熙錫                                      | 網頁                        |
| 03月29日 | 我是傳說            | SBS        | 衛視中文台 | 金諪恩、李浚赫、金承洙、高恩美、張新英                              | 網頁                        |
| 03月29日 | 愛的烙印 紅字       | MBC        | 緯來戲劇台 | 李丞涓、金妍珠、金英浩、趙軟祐                                      | 網頁（页面存档备份，存于）  |
| 03月30日 | 嫁給我吧            | KBS        | 東森綜合台 | 金智英、李鐘赫、白一燮、高斗心 韓尚進、吳允兒、柳太準               | 網頁 （页面存档备份，存于） |
| 04月2日  | 辛盹                | MBC        | 八大戲劇台 | 孫暢敏、鄭寶石、徐智慧、金慧利                                      | 網頁                        |
| 04月4日  | 春之戀              | KBS        | 八大戲劇台 | 徐道永、韓孝周、丹尼爾·海尼、李昭娟                                 | 網頁                        |
| 04月5日  | 我的甜蜜情人        | SBS        | 中天綜合台 | 崔江姬、智鉉寓、李善均 文晶熙、陳在英、金榮在                       | 網頁                        |
| 04月11日 | H.I.T重案組         | MBC        | 八大戲劇台 | 高賢廷、河正宇、金正民、尹智敏                                      | 網頁                        |
| 05月2日  | 瑪莉外宿中          | KBS        | 衛視中文台 | 文瑾瑩、張根碩、金材昱、金孝珍                                      | 網頁                        |
| 05月9日  | 愛上冠軍醫生        | SBS        | 中天綜合台 | 金素妍、鄭糠雲、嚴泰雄、車藝蓮                                      | 網頁                        |
| 05月17日 | 逆轉女王            | MBC        | 東森綜合台 | 金南珠、鄭俊鎬、朴施厚、蔡貞安                                      | 網頁 （页面存档备份，存于） |
| 05月24日 | 空中情緣            | MBC        | 八大戲劇台 | 崔智友、李政宰、李陣郁、文晶熙                                      | 網頁                        |
| 05月25日 | 麵包王金卓求        | KBS        | 八大戲劇台 | 尹施允、周 元、柳 真 李英雅、全光烈、錢忍和                         | 網頁                        |
| 05月25日 | 天降情緣            | MBC        | 東森戲劇台 | 柳 真、奇太映、邊宇民、金正蘭                                       | 網頁（页面存档备份，存于）  |
| 05月26日 | 衝吧！我的愛        | MBC        | 東森戲劇台 | 蔡 琳、嚴基俊、金晶和、金承洙                                       | 網頁（页面存档备份，存于）  |
| 06月8日  | 雅典娜              | SBS        | 衛視中文台 | 鄭雨盛、秀 愛、車勝元 李智雅、金旻鍾、崔始源                        | 網頁                        |
| 06月8日  | 媽媽的欲望          | SBS        | 八大戲劇台 | 李美淑、朴元淑、池秀媛、尹晶喜 李在皇、高恩美、姜敏京               | 網頁                        |
| 06月14日 | 慾望之火            | MBC        | 東森戲劇台 | 申恩慶、趙敏基、俞承豪、瑞雨                                        | 網頁（页面存档备份，存于）  |
| 06月15日 | 暴風的戀人          | MBC        | 中天綜合台 | 崔恩瑞、李載允、鄭珠蓮、煥 熙 崔明吉、鄭 燦、沈惠珍、崔元英         | 網頁                        |
| 06月16日 | 成均館緋聞          | KBS        | 緯來戲劇台 | 朴有天、朴敏英、劉亞仁、宋仲基                                      | 網頁 （页面存档备份，存于） |
| 06月25日 | 飄洋過海愛上你      | MBC        | 緯來戲劇台 | 瑞 雨、林周煥、黃燦彬、李善鎬、李承敏                               | 網頁（页面存档备份，存于）  |
| 06月25日 | 九尾狐的復仇        | KBS        | 東森戲劇台 | 韓恩貞、張鉉誠、徐俊英、尹熙錫                                      | [ 網頁]                     |
| 07月4日  | 秘密花園            | SBS        | 衛視中文台 | 炫 彬、河智苑、尹相鉉、金莎朗                                       | 網頁                        |
| 07月4日  | 夢想起飛 Dream High | KBS        | 東森綜合台 | 裴秀智、金秀賢、玉澤演 咸慇晶、IU、張佑榮                           | 網頁 （页面存档备份，存于） |
| 07月13日 | 金枝玉葉向錢衝      | MBC        | 東森戲劇台 | 趙 權、孫佳仁、尹斗俊、尹勝雅、金甲洙 朴美善、真理翰、Lizzy、金惠鈺 | 網頁                        |
| 07月26日 | 南瓜花純情          | SBS        | 緯來戲劇台 | 李清娥、朴詩恩、陳泰賢、裴宗玉、張鉉誠                              | 網頁 （页面存档备份，存于） |
| 07月28日 | 燦爛人生            | MBC        | 八大戲劇台 | 金賢珠、金錫勳、李幼梨、高斗心、朴貞洙                              | 網頁                        |
| 07月28日 | 最佳愛情            | MBC        | 八大戲劇台 | 車勝元、孔曉振、尹啟相、劉寅娜                                      | 網頁                        |
| 08月1日  | 芙蓉閣之戀          | SBS        | 東森戲劇台 | 林秀香、金慧渲、成 勛 金甫娟、韓振熙、韓惠琳                        | 網頁                        |
| 08月1日  | 天堂牧場            | SBS        | 緯來戲劇台 | 李沇熹、沈昌珉、朱相昱、劉荷娜                                      | 網頁 （页面存档备份，存于） |
| 08月4日  | 我的公主My Princess | MBC        | 東森綜合台 | 宋承憲、金泰希、朴藝珍、柳秀榮                                      | 網頁 （页面存档备份，存于） |
| 08月6日  | 傳說的故鄉          | KBS        | 東森戲劇台 | 朴敏英、崔秀宗、鄭糠雲、趙胤熙                                      | 網頁                        |
| 08月8日  | 城市英雄            | KBS        | 八大綜合台 | Rain、李奈映、李廷鎮、丹尼爾·海尼                                   | 網頁                        |
| 08月31日 | 戀愛結婚            | KBS        | 緯來戲劇台 | 金智勳、金敏喜、朴基雄、尹世雅                                      | 網頁 （页面存档备份，存于） |
| 09月1日  | 甜蜜謊言            | SBS        | 八大戲劇台 | 尹恩惠、姜至奐、盛 駿、趙胤熙                                       | 網頁                        |
| 09月5日  | 大富豪與小律師      | MBC        | 東森綜合台 | 李成宰、李水京、韓恩廷、柳秀榮                                      | 網頁 （页面存档备份，存于） |
| 09月8日  | 訂做一個他          | SBS        | 東森戲劇台 | 李昭娟、金智勳、金承洙、吳允兒                                      | 網頁                        |
| 09月19日 | 雷普利小姐          | MBC        | 衛視中文台 | 李多海、金勝友、朴有天、姜惠貞 李相燁、黃智賢、崔明吉               | 網頁                        |
| 09月19日 | 相信"愛"            | KBS        | 八大戲劇台 | 宋在浩、李在龍、朴珠美、鮮龍女 李尚禹、文晶熙、李必模               | 網頁                        |
| 09月24日 | 愛情的代價          | SBS        | 東森戲劇台 | 張瑞希、高周元、徐智碩、宋仲基、李英恩                              | 網頁                        |
| 09月26日 | 想你‧每天每夜       | MBC        | 緯來戲劇台 | 金宣兒、李東健、金晶和、李柱賢                                      | 網頁 （页面存档备份，存于） |
| 10月5日  | 愛上壞男人          | SBS        | 八大戲劇台 | 金南佶、韓佳人、金材昱、吳娟受、庭沼珉                              | 網頁                        |
| 10月6日  | 姊姊妹妹站起來      | SBS        | 東森綜合台 | 楊美羅、趙 安、金敏仁 明世彬、宋鍾鎬、金榮在                        | 網頁（页面存档备份，存于）  |
| 10月10日 | 型男保姆到我家      | tvN        | 東森戲劇台 | 徐智碩、崔貞允、卞貞秀                                              | 網頁                        |
| 10月10日 | 9局下半2出局        | MBC        | 緯來戲劇台 | 秀 愛、李廷鎮、黃智賢、李太成、潤 娥                                | 網頁（页面存档备份，存于）  |
| 10月11日 | 薔薇的戰爭          | SBS        | 東森戲劇台 | 吳大奎、金慧利、金仁瑞、李亨哲                                      | 網頁                        |
| 10月13日 | 你真漂亮            | MBC        | 緯來戲劇台 | 尹世雅、金太勳、玄宇成、朴潭熙                                      | 網頁（页面存档备份，存于）  |
| 10月24日 | 浪漫小鎮            | KBS        | 衛視中文台 | 成宥利、鄭糠雲、金民俊、閔孝琳                                      | 網頁                        |
| 10月27日 | 絕配冤家            | KBS        | 中天綜合台 | 南相美、智鉉寓、車藝蓮、徐道永 金興洙、吉用祐、崔明吉               | 網頁                        |
| 10月30日 | 自鳴公主            | SBS        | 東森戲劇台 | 鄭麗媛、朴敏英、鄭敬淏                                              | 網頁                        |
| 11月1日  | 真心給我一滴淚      | SBS        | 東森戲劇台 | 李枖原、趙顯宰、裴秀彬 丁一宇、徐智慧、南奎麗                       | 網頁                        |
| 11月7日  | 愛的呼喚            | SBS        | 八大戲劇台 | 李昌勳、崔元英、吳允兒、李令恩、姜藝瑟                              | 網頁                        |
| 11月10日 | 守護老闆            | SBS        | 八大戲劇台 | 崔江熙、地 成、金在中、王智慧                                       | 網頁                        |
| 11月14日 | 需要浪漫            | tvN        | 緯來戲劇台 | 金楨勳、趙如晶、崔如真、崔振赫                                      | 網頁 （页面存档备份，存于） |
| 11月17日 | 丈夫死了            | tvN        | 東森戲劇台 | 吳賢慶、宋善美、李雅賢、崔松賢                                      | 網頁 （页面存档备份，存于） |
| 11月29日 | 加油！歐巴桑        | SBS        | 東森戲劇台 | 吳賢慶、權伍中                                                      | 網頁                        |
| 12月7日  | 絕不認輸            | MBC        | 衛視中文台 | 崔智友、尹相鉉、金正泰、趙美玲、成東日                              | 網頁                        |
| 12月7日  | 你為我著迷          | MBC        | 緯來戲劇台 | 鄭容和、朴信惠、宋昶儀、蘇怡賢                                      | 網頁（页面存档备份，存于）  |
| 12月12日 | 城市獵人            | SBS        | 東森綜合台 | 李敏鎬、朴敏英、李浚赫、金相中、黃善熙                              | 網頁 （页面存档备份，存于） |
| 12月12日 | 童顏美女            | KBS        | 東森戲劇台 | 張娜拉、崔丹尼爾、柳 鎮、金旼序、玄 英                              | 網頁                        |
| 12月19日 | 公主的男人          | KBS        | 八大戲劇台 | 朴施厚、文彩元、洪秀賢、李珉宇、宋鍾鎬                              | 網頁                        |
| 12月22日 | 甜蜜的心跳          | KBS        | 緯來戲劇台 | 許英蘭、閔 碩、趙荷郎、元基俊                                       | 網頁 （页面存档备份，存于） |

## 外部連結
- 韓國偶像劇場 （页面存档备份，存于）